# مارسل آنسن
مارسل آنسن (فرانسوی: Marcel Hansenne‎; ۲۴ ژانویهٔ ۱۹۱۷ – ۲۲ مارس ۲۰۰۲) دونده دو نیمه‌استقامت اهل فرانسه بود.